# Doctor Dolittle
Doctorul John Dolittle este personajul principal dintr-o serie de cărți pentru copii scrise de către Hugh Lofting, începând cu anul 1920 (Povestea doctorului Dolittle). El este un doctor care își sustrage timpul de lângă pacienții umani pentru a avea grijă de cei reprezentați de animale, cu care poate vorbi în limbile lor materne. Mai târziu el devine un naturalist, folosindu-și abilitatea de a vorbi cu animalele pentru o mai bună înțelegere a naturii și a istoriei lumii. 
Personajul apare și în șase filme, fiind jucat în cinci din ele de Eddie Murphy.